# Esporte Clube Marinho
Esporte Clube Marinho é uma agremiação esportiva da cidade do Rio de Janeiro, fundada a 18 de setembro de 2007.

## História

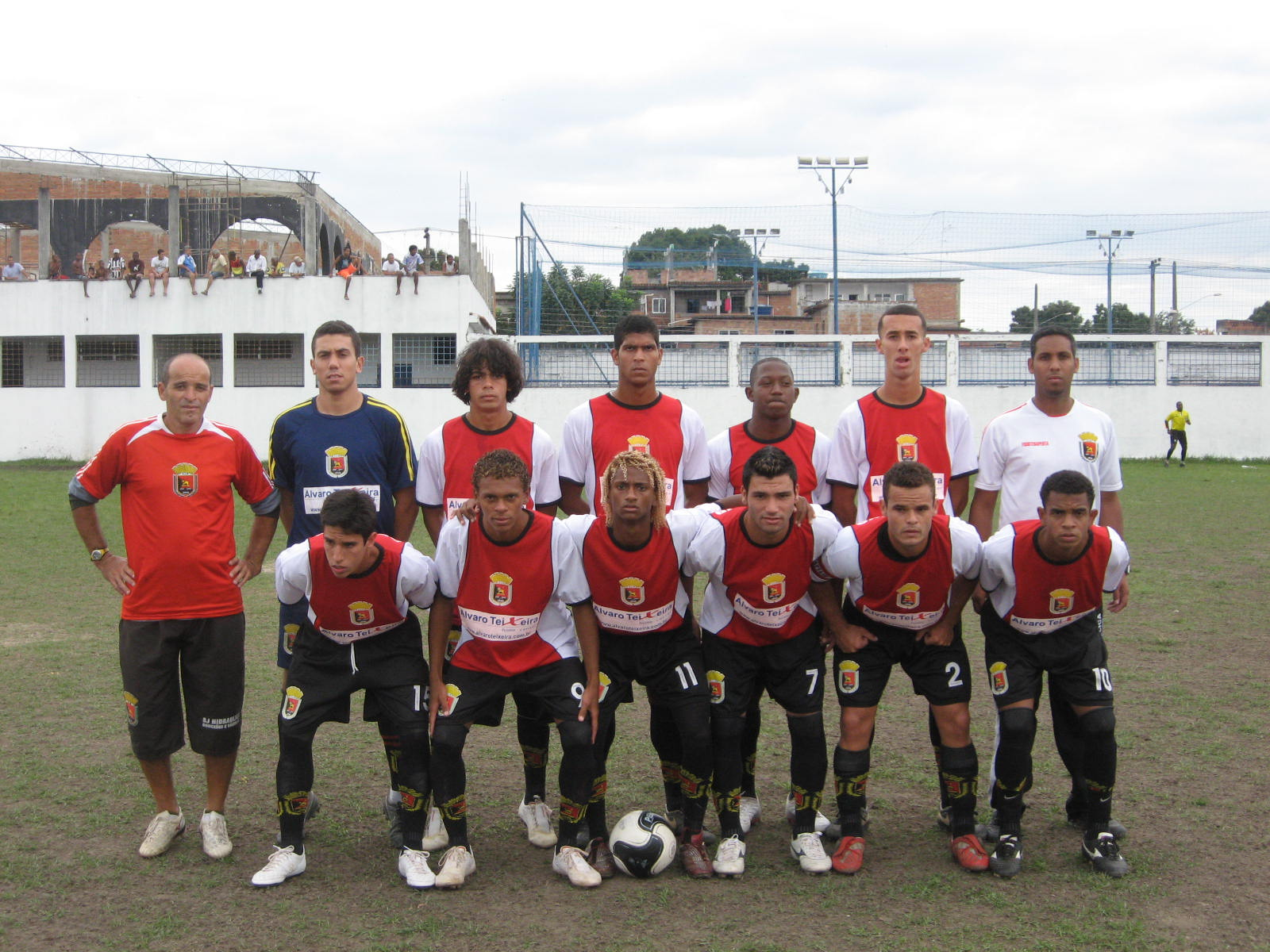
Equipe Profissional do Marinho em 2009

Surge em 2007 através de um projeto do ex-jogador Alan Cobbett e do médico Marcelo Marinho de criar no Rio de Janeiro, no bairro de Curicica, uma referência para o aprimoramento da prática do futebol, objetivando à criação de atletas do infantil ao profissional.
Contudo, desde 2002, um ex-atleta de futebol chamado Alan Cobbett e um vendedor da Johnson & Johnson, Wilson Ventura Gomes, já almejavam desenvolver um espaço para a prática de futebol no bairro no qual cresceram. A empreitada foi então iniciada numa manhã de quinta-feira, na Colônia Juliano Moreira, em um campo com dimensão de 60x40m, local no qual houve a convocação de jovens com o intuito de formar um time para enfrentar os clubes do Rio de Janeiro. Iniciou-se, então, o WA (Wílson e Alan). Wilson ficou responsável pelo treinamento dos meninos e Cobbett com a administração.

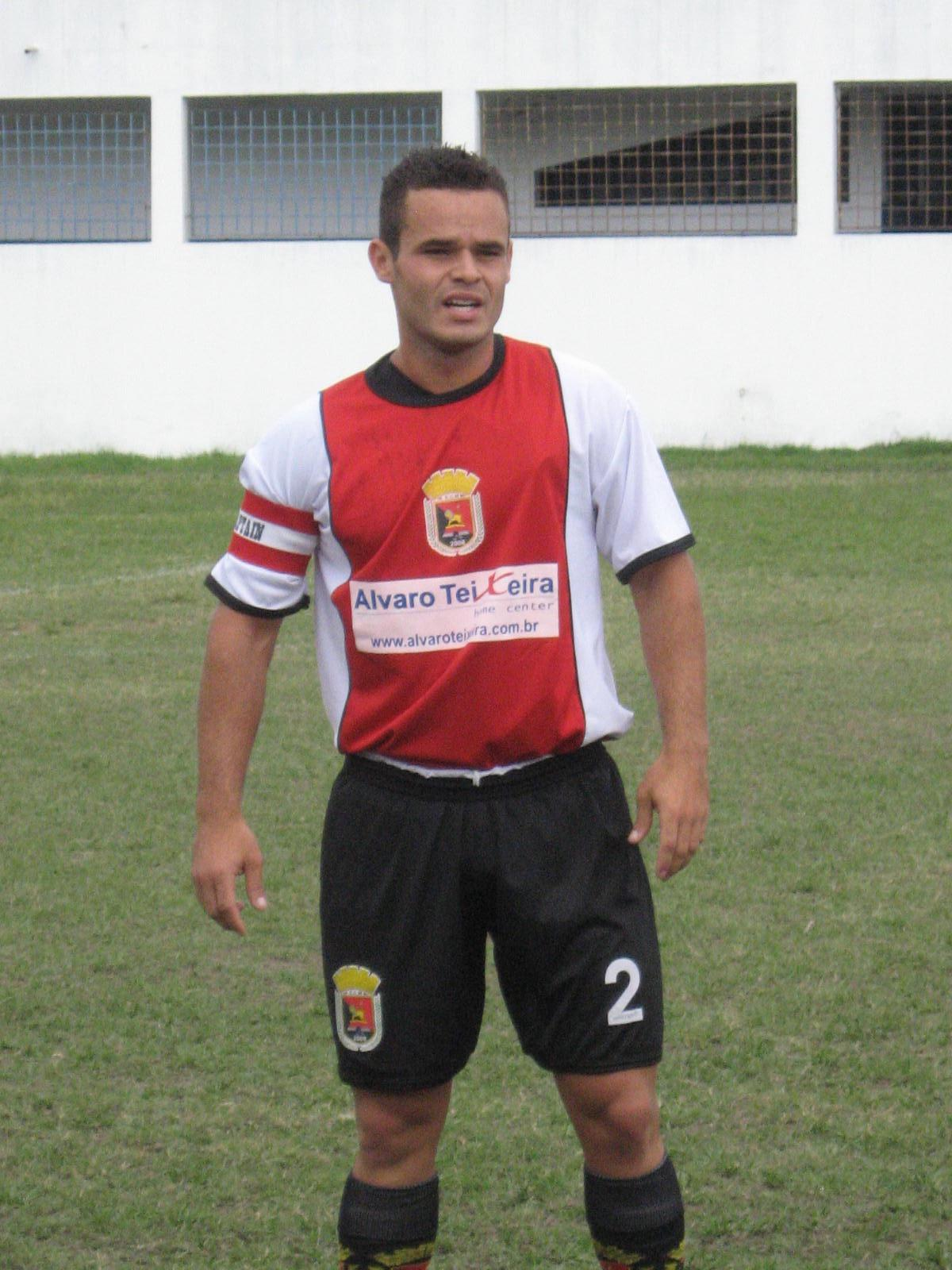
Atleta com o uniforme do clube

Em 2005, o abastado médico Marcelo Marinho, o qual viria a ser o presidente, se juntou a ambos e juntos estruturam e criaram o Esporte Clube Marinho. O time então se filiou à FFERJ, em janeiro de 2009 e, em maio, no meio do campeonato Estadual da categoria de juniores, quando então liderava, viajou para a Europa para excursionar, enfrentando times de grande porte do continente.
Após jogos contra o KSC Lokeren, RSC Anderlecht, PSV e AFC Ajax, a viagem foi coroada com uma vitória sobre o SC Heerenveen, então campeão sub-17 holandês, por 3 a 2.
O clube estreou na categoria de juniores no Campeonato Estadual da Terceira Divisão em 2009, além de disputar a categoria profissional, à qual não conseguiu passar da primeira fase, ao ficar em último na chave liderada pelo Clube Atlético Castelo Branco que contou com os demais classificados Heliópolis Atlético Clube e Rubro Social Esporte Clube. O Clube de Futebol Rio de Janeiro também foi eliminado.
Possui as cores vermelho, preto, amarelo e branco. Manda seus jogos no estádio Eustáquio Marques, em Curicica. Em 2011, por abandonar a competição com a tabela já montada, foi suspenso por dois anos do futebol profissional. Marcelo Marinho deixou a liderança da agremiação que passou a ser ocupada por Alan Cobbett. Em 2013, mesmo com dificuldades financeiras, retornou às suas atividades.
Devido a problemas financeiros, fruto de má administração, sem local para treinamentos e não conseguindo arcar com as custas do campeonato e de seus funcionários, foi obrigado a desistir das competições, paralisando completa e definitivamente suas atividades.

## Estatísticas

### Participações
|  | Participações em 2018 |

| Competição          | Temporadas | Melhor campanha     | Estreia | Última | P | R |
| Série B2 do Carioca | 3          | 14º colocado (2010) | 2009    | 2013   | – | – |

## Fonte
- VIANA, Eduardo. Implantação do futebol Profissional no Estado do Rio de Janeiro. Rio de Janeiro: Editora Cátedra, s/d.